# Intxaurrondo
Intxaurrondo (signifie noyer en basque) est un quartier de Saint-Sébastien située au sud d'Ategorrieta et en limite avec Egia à l'ouest et Alza à l'est. Il a appartenu à ce dernier jusqu'en 1939 puis est devenu un quartier indépendant.
Le quartier est divisé deux parties : Intxaurrondo sud et Intxaurrondo nord[réf. nécessaire].

## Fêtes
Chaque partie d'Intxaurrondo a sa festivité propre. Celle du sud "Kaldero jaun" (Homme bouilloire en basque) du 28 juin au 1er juillet et celle du nord à Santa Kruz "Intxaurrondo Zaharreko Festak", dans la seconde semaine de septembre.[réf. nécessaire]